# Cynoglossum furcatum
Cynoglossum furcatum är en strävbladig växtart som beskrevs av Wallich. Cynoglossum furcatum ingår i släktet hundtungor, och familjen strävbladiga växter. Utöver nominatformen finns också underarten C. f. villosulum.